# Wie denk je wel dat je bent?
Wie denk je wel dat je bent? is een Nederlands populair wetenschappelijk televisieprogramma van de NTR, gepresenteerd door Rob Urgert en Joep van Deudekom. De eerste uitzending op 5 januari 2020 trok 1,25 miljoen kijkers. 
In het programma worden twee groepen van tegenovergestelde types met elkaar vergeleken.
Ap Dijksterhuis en Tila Pronk zijn de deskundigen.

## Seizoen 1
- Aflevering 1: Jonkies tegen oudjes
- Aflevering 2: VVD tegen GroenLinks
- Aflevering 3: Stresskippen tegen ijskonijnen
- Aflevering 4: Gelovigen tegen ongelovigen
- Aflevering 5: Mooie vrouwen tegen ‘gewone’ vrouwen
- Aflevering 6: Vleeseters tegen vegetariërs

## Seizoen 2
- Aflevering 1: Perfectionisten versus chaoten
- Aflevering 2: Sporters versus sporthaters
- Aflevering 3: Stedelingen versus dorpelingen
- Aflevering 4: De jongste versus de oudste kinderen in een gezin
- Aflevering 5: Kattenmensen versus hondenmensen
- Aflevering 6: Hartmensen versus hoofdmensen

## Seizoen 3
- Aflevering 1: Harde G versus zachte G
- Aflevering 2: Veel kinderen versus geen kinderen
- Aflevering 3: Nerds versus echt geen nerds
- Aflevering 4: Spirituele versus rationelen
- Aflevering 5: Telefoonverslaafden versus creatievelingen